# СРТО – Торжок

Газогін СРТО — Торжок на мапі Росії

СРТО — Торжок («Северные районы Тюменской области — Торжок») — складова частина газотранспортного коридору з півночі Західного Сибіру через Республіку Комі у напряму важливого вузла газотранспортної системи Росії біля місті Торжок (Тверська область). Основне призначення на момент спорудження — забезпечення ресурсом трубопроводу «Ямал-Європа».
На початку 1990-х років Росія запланувала будівництво першого великого маршруту транспортування газу до країн Західної Європи в обхід України під назвою «Ямал — Європа». Його маршрут мав пролягати через Білорусь та Польщу, а отже, використання північного коридору поставок, що виводив через Комі та Смоленську область у напрямку до кордонів Білорусі, видавалось оптимальним. У радянський період тут уже був споруджений чотириниточний газопровід «Сяйво Півночі», що дозволяло використати знайому трасу. Новий трубопровід на ділянці Ухта-Торжок утворив п'яту нитку цього коридору.
Сировинною базою трубопроводу став цілий ряд найбільших родовищ Західного Сибіру, як то Уренгойське, Юбілейне, Ямсовейське, Заполярне та Мєдвєж'є, проте безпосередній початок він брав від точки підключення Юбілейного.
Довжина системи становила 2200 км, діаметр труб був доволі традиційним для магістрального газопроводу радянських часів — 1420 мм. Проте технічні новації дозволили підвищити пропускну здатність об'єкту до 20—28 (на різних ділянках) млрд м³ на рік. Це дещо менше за пропускну здатність «Ямал — Європа» — близько 35 млрд м³, проте різницю було можливо компенсувати за рахунок попередніх ниток «Сяйва Півночі», транспортований через які газ міг перенаправлятись з напрямку на Долину (газопровід «Братство»).
Будівництво системи почали у 1995 році, введення в експлуатацію лінійної частини відбулось синхронізовано із запуском газопроводу «Ямал — Європа». Проте добудова компресорних станцій та виведення об'єкту на повний режим зайняло трохи більше часу. Так, станом на 2010 рік запустили 10 КС потужністю 743 МВт. Ще три станції ввели в дію у 2012 році, що було приурочено до спорудження першої нитки газопроводу «Бованенково — Ухта», який мав підтримати стабільність потоку газу з півночі Тюменської області за рахунок родовищ півострова Ямал.
У 2012 році газопровід виведений на проектний режим роботи.